# Nature's Wonderland
Nature's Wonderland était un ensemble d'attractions de la zone Frontierland de Disneyland. Ces attractions furent rapidement améliorées et remplacées par une seule attraction nommée Mine Train through Nature's Wonderland. Les attractions étaient basées sur la série des documentaires True-Life Adventures et avaient pour thème les paysages et la faune de l'ouest américain.
Nature's Wonderland était l'équivalent pour le pays de Frontierland de la Jungle Cruise d'Adventureland.

## Les attractions

### Les attractions de 1955
Cette attraction a ouvert avec le parc Disneyland, c'est une attraction du Disneyland d'origine
Frontierland proposait durant la première année d'ouverture du parc en 1955 trois attractions :
- Stagecoach : une balade en diligence dans la zone boisée de Bear Country et Beaver Valley. Ouverture avec le parc le 17 juillet 1955 et renommé Rainbow Mountain Stage Coaches le 1er février 1956[1].
- Pack Mules : une balade à dos de mules. Ouverture avec le parc le 17 juillet 1955 et renommé Rainbow Ridge Pack Mules le 1er février 1956[2].

Selon le souhait de Walt Disney, les mules étaient de vrais animaux chevauchés par les visiteurs, afin de renforcer le dépaysement, l'ambiance de l'Ouest. Des étables avaient été construites au nord du parc dans le Circle-D Ranch ou Circle-D Corral, toujours utilisé, mais renommé en 1980 Pony Farm. Elles sont encore en partie visibles sur les images satellites.
- Conestoga Wagons : une balade en train dans la zone désertique par les mêmes pistes que les Stagecoach

Ouverture en août 1955 et remplacé le  2 juillet 1956 par Rainbow Mountain Stage Coach.
Les attractions n'étant restées que quelques mois dans leur aspect d'alors, leurs descriptions sont incluses dans la section suivante.

### Les attractions de 1956 à 1960
Les attractions furent améliorées en 1956 avec l'ajout de divers éléments dont le Rainbow Desert. L'ensemble ouvrit le 1er juin 1956. Ainsi toutes les attractions furent renommées :
- Rainbow Ridge Pack Mules, ouverte le 26 juin 1956 et fermée le 2 octobre 1959[5]
- Rainbow Caverns Mine Train, ouverte le 2 juillet 1956 et fermée le 11 octobre 1959[5], était une amélioration de l'attraction Conestoga Wagons présentant en plus une nouvelle traversée du désert.
- Rainbow Mountain Stage Coach, ouverte le 26 juin 1956 et fermée le 3 septembre 1959[5], était un nouvel itinéraire de la diligence avec le même désert. La raison de leur suspension était la présence perturbante pour les chevaux du Disneyland Railroad[5].

Les trois attractions utilisaient peu ou prou le même décor et avaient des entrées contigües. Derrière les trois entrées, était disposé un décor de ville minière du Far-West.

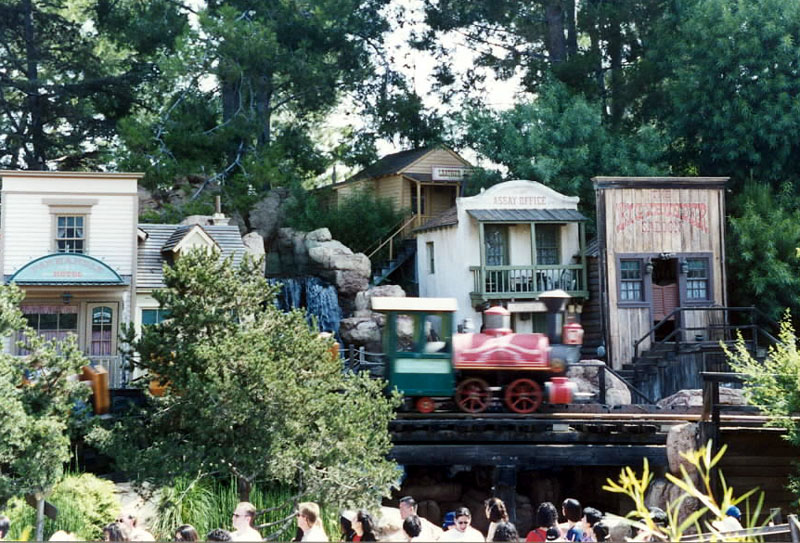
Un souvenir de Nature's Wonderland, le village de Thunder Mountain conservé au sein du Big Thunder Mountain Railroad

En partant de l'est, près de la partie mexicaine à l'entrée de Frontierland, se trouvait la gare de train et derrière la ville de Thunder Mountain s'élevait la Rainbow Mountain. Juste à côté de la gare se trouvait une exposition nommée Mineral Hall. Le train sortait des cavernes nommées Rainbow Caverns pour stationner dans la gare. Sur la gauche, se trouvait l'entrée des mules. Les bêtes suivaient la voie tracée par le Rainbow Canyon au pied de la Rainbow Mountain.
À l'ouest, presque sur les bords des Rivers of America sur lesquelles vogue encore le bateau à aubes Mark Twain, se trouvait l'entrée de la diligence. Derrière débutait la Beaver Valley avec le camp de base des "valeureux hommes vivants dans ces contrées". Le camp était traversé par une rivière où des castors avaient construit un barrage et où des ours pêchaient le poisson.
Derrière le camp de base se trouvait un camp d'archéologue, étudiant des restes de fossiles préhistoriques, le Dinosaur Dig. Tout au nord derrière la Rainbow Mountain s'étendait le Rainbow Desert avec une forêt de cactus et des formations rocheuses rappelant les arches du Parc national des Arches. L'arche servait de point de repère à la zone. En dessous de l'arche, passait le train tandis qu'au-dessus les mules empruntaient leur chemin, plus étroit. Le désert comprenait aussi des geysers, des chaudrons de boues et autres particularités géologiques observables au Parc national de Yellowstone.

### Nature's Wonderland(1960-1977)
Une nouvelle amélioration de la zone fut entreprise en 1960. Cette nouvelle version est principalement conçue par Marc Davis qui vient d'animer Cruella d'Enfer dans Les 101 Dalmatiens (1961) et qui intègre l'équipe des imagineers à plein temps juste avant la sortie du film. Cette nouvelle version voit aussi la disparition et Stagecoach et du nom Conestoga Wagons. Les deux attractions restantes furent renommées :
- Mine Train through Nature's Wonderland ouverte le 28 mai 1960, fermé le 2 janvier 1977[7]
- Pack Mules through Nature's Wonderland ouverte le 10 juin 1960 et arrêtée le 9 décembre 1973[8]

La voie ferrée s'était agrandie en reprenant l'itinéraire des diligences et en transformant la zone à proximité des Rivers of America. L'entrée des diligence fut réutilisée pour les mules et celle du train agrandie.
Une montagne, le Cascade Peak, fut ajoutée juste au bord de l'eau. D'importantes cascades coulaient le long des parois au travers desquelles le train se frayait un chemin. La zone comprise entre ce nouveau rocher et la Rainbow Mountain fut elle aussi réaménagée. La Bear Country et la Beaver Valley permettaient grâce au prémices des audio-animatronics de montrer des ours, des castors et autres animaux des régions boisés des rocheuses.

#### Mine Train through Nature's Wonderland
- Ouverture : 28 mai 1960[7],[9].
- Fermeture: 2 janvier 1977[7],[9]
- Conception : WED Enterprises
- Attraction suivante : Big Thunder Mountain (1979)
- Animaux : 204[7],[10]
- Ticket requis : "E"
- Type d'attraction : balade en train dans des décors
- Situation : 33° 48′ 46″ N, 117° 55′ 13″ O

L'attraction du train contenait plusieurs sections :
- Cascade Peak (détruit au bulldozeur durant l'été 1998 en raison des dégâts de l'eau depuis 1960)
- Bear Country
- Beaver Valley
- Living Desert
- Rainbow Mountain & Caverns